# Radoslav Akerman
Radoslav Efraim Akerman (Bjelovar, 1. kolovoza 1907.- Zadar, 3. svibnja 1987.) - hrvatski ginekolog židovskog porijekla 
Prim. dr. Radoslav Akerman rođen je u bjelovarskoj židovskoj obitelji 1. kolovoza 1907. Gimnaziju je pohađao na Sušaku, a Medicinski fakultet u Zagrebu završio je 1931. godine. Od 1932. do 1936. specijalizirao je ginekologiju i porodništvo u Pragu. 
Privatnu praksu obavljao je u Zagrebu do 1941. godine tj. uspostave Nezavisne Države Hrvatske. Partizanima se priključio u rujnu 1943 godine. Bio je liječnik bolnice Papučko-krndijskog partizanskog odreda, a zatim upravitelj bolnice Vojnog područja Požega. Bio je i u njemačkom vojnom zarobljeništvu u Nürnbergu.
Nakon Drugog svjetskog rata, postao je primarijus i šef ginekološko-porođajnog odjela Opće bolnice u Zadru, koji je vodio do umirovljenja 1972. godine. Od 1948. do 1972. bio je ravnatelj Škole za medicinske sestre primaljskog smjera u Zadru. Uz pedagoški rad u Primaljskoj školi, bavio se: problemom ublaživanja boli u ginekologiji i porodništvu, psihosomatskim poremećajima u ginekologiji, vaginalnom florom i problematikom dilatacije cervikalnog kanala.
Dr. Akerman je od 1952. do 1955. bio predsjednik zadarske podružnice Zbora liječnika SR Hrvatske. Za života je dobio nekoliko odlikovanja te Nagradu grada Zadra. Bio je oženjen za Branku Rahelu Akerman. Preminuo je 3. svibnja 1987 godine i sahranjen je na židovskom dijelu zagrebačkog groblja Mirogoj.